# آدریانا سی. مور
آدرین مور (انگلیسی: Adrienne C. Moore؛ زادهٔ ۱۴ اوت ۱۹۸۰) یک هنرپیشه اهل ایالات متحده آمریکا است.
از فیلم‌ها یا برنامه‌های تلویزیونی که وی در آن نقش داشته است می‌توان به نارنجی همان سیاه است اشاره کرد.